# Microtus melitensis
Microtus melitensis (полівка мальтійська) — вид гризунів родини щурові (Arvicolinae) триби щури Arvicolini.

## Опис
Полівка описана на основі рештків, які були розкопані в печері Гар-Далам на південному заході Мальти, з відкладень, які були датовані віком приблизно 18 000 років до нашої ери, що означає, що це насправді вид плейстоцену. Є припущення що ця полівка збереглася в епоху голоцену, як і інші близькоспоріднені форми з інших середземноморських островів.
Вид представлений лівою та правою гілками нижньої щелепи, перша містить лише різець, а друга все ще зберігає два передніх щічних зуба, а також різець. Є також дві правих стегна і гомілка, які, здається, належать цьому ж виду. Нижньощелепні гілки порівнювали з видами кількох видів, як теперішніх, так і вимерлих, і, наскільки можна судити з такого мізерного матеріалу, вони представляють собою неописаний вид, найбільш близький до Microtus henseli з плейстоцену Сардинії. Характеристика нижньої щелепи та зубів показують, що M. melitensis близький до M.  henseli від якого його можна легко відрізнити за значно меншими розмірами. Через недосконалий стан зразків важко дати ретельні порівняльні вимірювання.